# Depresja Świebodzic
Depresja Świebodzic  – niewielka jednostka geologiczna w Sudetach Środkowych.	
Jest to geologiczne piętro strukturalne Masywu Czeskiego, zbudowane ze skał osadowych, położone  między  metamorfikiem kaczawskim od północy i blokiem sowiogórskim od południa, a od południowego zachodu oddzielona jest uskokiem od niecki śródsudeckiej. Powierzchnia depresji ma kształt zbliżony do trapezu, rozciąga  się z południowego wschodu od miejscowości Świebodzice w kierunku północno-zachodnim.
Jest to waryscyjska depresja śródgórska w formie wydłużonego rowu o kierunku wschód-zachód, otoczona wzniesieniami skał krystalicznych: bloku sowiogórskiego oraz metamorfiku kaczawskiego. Stanowi samodzielną  jednostkę geologiczną utworzoną z niezmetamorfizowanych skał osadowych. Wypełniają ją osady górnodewońskie i dolnokarbońskie, które  należą do synorogenicznego kompleksu waryscyjskiego. Skały wypełniające depresję to przede wszystkim piaskowce, zlepieńce, mułowce, łupki ilaste, wapienie.
Depresja Świebodzic buduje fragmentarycznie podłoże Pogórza Wałbrzyskiego i zachodniej części Gór Sowich. Od północy skały depresji Świebodzic graniczą z Górami Kaczawskimi, od północnego wschodu z sudeckim uskokiem brzeżnym, od południa z Górami Wałbrzyskimi i Górami Sowimi. 